# Фрески, Эктор
Эктор Луи́с Фрески (исп. Héctor Luis Freschi; 22 мая 1911 года, Ресистенсия — 18 июля 1993 года, неизвестно) — аргентинский футболист, вратарь.

## Карьера
Эктор Фрески играл за клуб «Сармьенто Ресистенсия» выступавший в региональной лиге в составе которого девять раз становился чемпионом (1933, 1934, 1936, 1938, 1941, 1942, 1944, 1945, 1947). Закончил карьеру в 1947 году в статусе самого титулованного футболиста в истории клуба. 
Благодаря хорошим выступлением в лиге получил первое приглашение в сборную от тренера Фелипе Паскуччи. Он поехал в составе национальной команды на чемпионат мира. где вышел в стартовом составе и провёл единственный матч Аргентины со Швецией.
14 августа 1936 года, Фрески выжил в авиакатастрофе, когда самолет совершил экстренную посадку в районе Итусайнго, футболист сумел отстегнуть ремни безопасности и выпрыгнуть над рекой.

## Международная статистика
| Матчи Эктора Фрески за сборную Аргентины | Матчи Эктора Фрески за сборную Аргентины | Матчи Эктора Фрески за сборную Аргентины | Матчи Эктора Фрески за сборную Аргентины | Матчи Эктора Фрески за сборную Аргентины | Матчи Эктора Фрески за сборную Аргентины | Матчи Эктора Фрески за сборную Аргентины |
| ---------------------------------------- | ---------------------------------------- | ---------------------------------------- | ---------------------------------------- | ---------------------------------------- | ---------------------------------------- | ---------------------------------------- |
| №                                        | Дата                                     | Место проведения                         | Оппонент                                 | Счёт                                     | Голы                                     | Турнир                                   |
| 1                                        | 27 мая 1934                              | Болонья                                  | Швеция                                   | 2:3                                      | —                                        | Чемпионат мира                           |